# 12329 Liebermann
12329 Liebermann è un asteroide della fascia principale. Scoperto nel 1992, presenta un'orbita caratterizzata da un semiasse maggiore pari a 2,3918583 UA e da un'eccentricità di 0,1595897, inclinata di 4,31863° rispetto all'eclittica.